# Burcy (Seine-et-Marne)
Burcy ist eine französische Gemeinde mit 148 Einwohnern (Stand: 1. Januar 2022) im Département Seine-et-Marne in der Region Île-de-France. Sie gehört zum Arrondissement Fontainebleau und zum Kanton Fontainebleau.

## Geographie
Burcy liegt sechs Kilometer nordöstlich von Puiseaux, dreieinhalb Kilometer südöstlich von Fromont und vier Kilometer südwestlich von Guercheville. Die Gemeinde liegt im Regionalen Naturpark Gâtinais français.

### Nachbargemeinden
| Fromont    |         | Guercheville  |
| Desmonts   | Kompass | Garentreville |
| Bromeilles | Ichy    | Obsonville    |

## Sehenswürdigkeiten
- Kirche Saint-Amand (Monument historique)

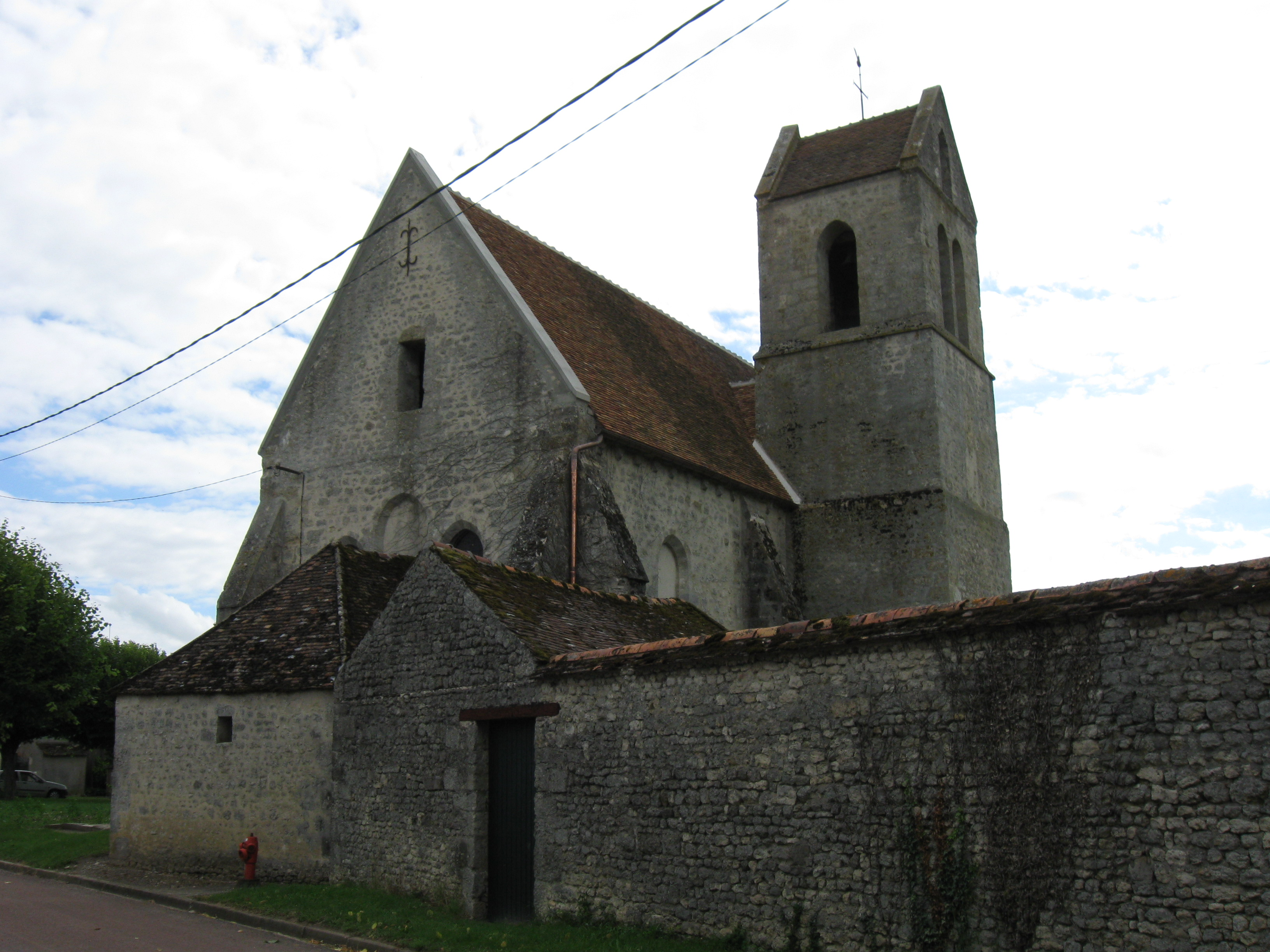
Kirche Saint-Amand
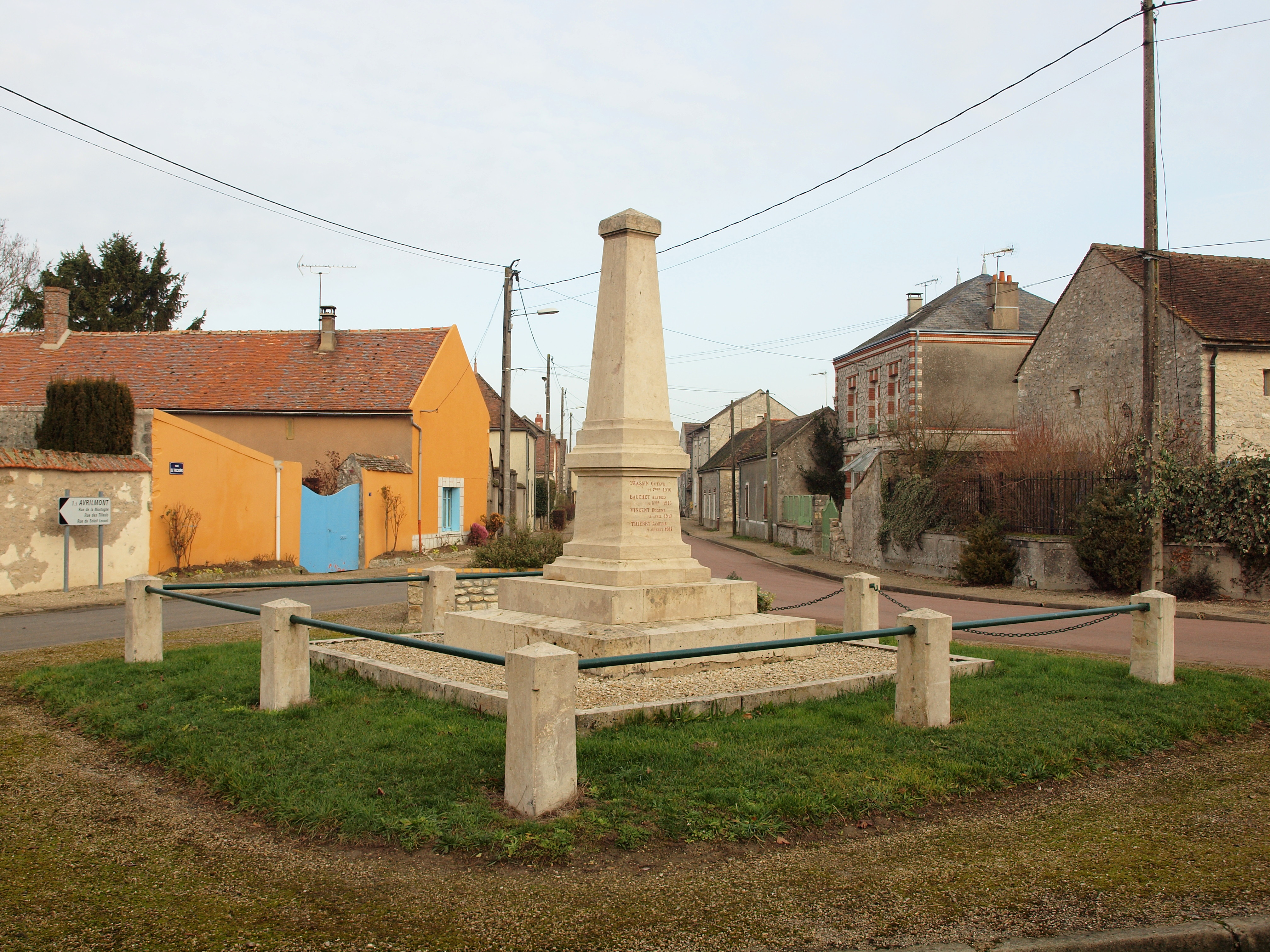
Kriegerdenkmal